# Адміністративний устрій Новоодеського району
Адміністративний устрій Новоодеського району — адміністративно-територіальний поділ Новоодеського району Миколаївської області на 1 міську та 17 сільських рад, які об'єднують 42 населені пункти та підпорядковані Новоодеській районній раді. Адміністративний центр — місто Нова Одеса.

## Список радНовоодеського району
| №  | Назва                          | Центр             | Населені пункти                                                              | Площа км² | Місце за площею | Населення (2001), чол. | Місце за населенням | Розташування |
| -- | ------------------------------ | ----------------- | ---------------------------------------------------------------------------- | --------- | --------------- | ---------------------- | ------------------- | ------------ |
| 1  | Новоодеська міська рада        | м. Нова Одеса     | м. Нова Одеса с. Криворіжжя                                                  |           |                 |                        |                     |              |
| 2  | Антонівська сільська рада      | с. Антонівка      | с. Антонівка с. Веселе с. Карлівка с. Київське с. Олександрівка с. Остапівка |           |                 |                        |                     |              |
| 3  | Баловненська сільська рада     | с. Баловне        | с. Баловне                                                                   |           |                 |                        |                     |              |
| 4  | Бузька сільська рада           | c. Бузьке         | c. Бузьке                                                                    |           |                 |                        |                     |              |
| 5  | Воронцівська сільська рада     | c. Воронцівка     | c. Воронцівка с. Островське с. Улянівка с. Червоноволодимирівка              |           |                 |                        |                     |              |
| 6  | Гур'ївська сільська рада       | c. Гур'ївка       | c. Гур'ївка с. Піски                                                         |           |                 |                        |                     |              |
| 7  | Димівська сільська рада        | c. Димівське      | c. Димівське с. Артемівка с. Новоолександрівське с. Ясна Поляна              |           |                 |                        |                     |              |
| 8  | Дільнична сільська рада        | c-ще Дільниче     | c-ще Дільниче с. Гребеники                                                   |           |                 |                        |                     |              |
| 9  | Кандибинська сільська рада     | c. Кандибине      | c. Кандибине с. Новоінгулка с. Новоматвіївське с. Сільвестрівське            |           |                 |                        |                     |              |
| 10 | Костянтинівська сільська рада  | c. Костянтинівка  | c. Костянтинівка                                                             |           |                 |                        |                     |              |
| 11 | Михайлівська сільська рада     | c. Михайлівка     | c. Михайлівка                                                                |           |                 |                        |                     |              |
| 12 | Новопетрівська сільська рада   | c. Новопетрівське | c. Новопетрівське с. Зайве                                                   |           |                 |                        |                     |              |
| 13 | Новосафронівська сільська рада | c. Новосафронівка | c. Новосафронівка с. Зарічне с. Кам'янка                                     |           |                 |                        |                     |              |
| 14 | Новошмідтівська сільська рада  | c. Новошмідтівка  | c. Новошмідтівка с. Степове                                                  |           |                 |                        |                     |              |
| 15 | Підлісненська сільська рада    | c. Підлісне       | c. Підлісне с. Новомиколаївка с. Новопавлівка                                |           |                 |                        |                     |              |
| 16 | Себинська сільська рада        | c. Себине         | c. Себине                                                                    |           |                 |                        |                     |              |
| 17 | Сухоєланецька сільська рада    | c. Сухий Єланець  | c. Сухий Єланець с. Суворовка                                                |           |                 |                        |                     |              |
| 18 | Троїцька сільська рада         | c. Троїцьке       | c. Троїцьке                                                                  |           |                 |                        |                     |              |

* Примітки: м. — місто, с-ще — селище, смт — селище міського типу, с. — село